# Elisabetta Sgarbi
Elisabetta Sgarbi (Ferrara, 9 luglio 1956) è un'editrice e regista cinematografica italiana.

## Biografia
Figlia dei farmacisti Giuseppe Sgarbi e Rina Cavallini e sorella minore del critico d'arte e politico Vittorio Sgarbi, si è laureata in farmacia nel 1980. In passato curatrice della rivista Panta, fondata con Pier Vittorio Tondelli, nel 2000, a 44 anni, ha fondato la rassegna culturale La Milanesiana, di cui è tuttora curatrice.
Ha ricoperto l'incarico di direttrice editoriale della Bompiani per 25 anni, sino al novembre 2015. Sotto la sua direzione, Bompiani ha pubblicato opere di alcuni tra gli autori più importanti del panorama culturale mondiale: J. R. R.Tolkien, José Saramago, Amos Oz, Winfried Sebald, Michel Houellebecq, Hanif Kureishi, Michael Cunningham, Paulo Coelho, Amin Maalouf, Tahar Ben Jelloun, Pier Vittorio Tondelli, Andrea De Carlo, Sandro Veronesi, Edoardo Nesi, Antonio Scurati, Umberto Eco.
Nel novembre 2015, insieme ad altri scrittori, ha lasciato la Bompiani appena ceduta da RCS Media Group all'Arnoldo Mondadori Editore, per fondare una nuova casa editrice, La nave di Teseo.
Nel 2016 è presente nella sezione Festa Mobile del 34° Torino Film Festival con il documentario La lingua dei furfanti - Romanino in Valle Camonica. Nel giugno 2017, in seguito all'acquisizione di Baldini&Castoldi da parte de La nave di Teseo, Elisabetta Sgarbi ne ha assunto la presidenza divenendo contestualmente direttrice responsabile della rivista di fumetti Linus. Nel 2017 La nave di Teseo ha fondato, insieme a Igor Tuveri, la casa editrice Oblomov e Elisabetta Sgarbi ne è divenuta presidente. In risposta all'acquisto di RCS Libri da parte della famiglia di Silvio Berlusconi, già proprietaria di Arnoldo Mondadori Editore, Umberto Eco e altri grandi nomi della letteratura italiana lasciano la loro casa editrice per raggiungere La nave di Teseo, guidata dall'allora cinquantanovenne Elisabetta Sgarbi, in cerca di un editore indipendente e pluralista.
Alla 77ª Mostra internazionale d'arte cinematografica di Venezia (2020) ha presentato Extraliscio - Punk da balera, documentario sulla band romagnola Extraliscio, e le sono stati attribuiti il premio SIAE per il talento creativo e il premio FICE - Federazione Italiana Cinema d'Essai 2020.
A marzo 2020 dà vita alla Betty Wrong Edizioni Musicali che ha prodotto Bianca luce nera, un brano degli Extraliscio (con Davide Toffolo) che è stato presentato al 71º Festival di Sanremo. A maggio 2022 ha prodotto il secondo album di extraliscio Romantic Robot, anticipato dal singolo È così di Luca Barbarossa e Extraliscio, di cui Elisabetta Sgarbi ha firmato anche il video musicale ufficiale.

## Riconoscimenti
Elisabetta Sgarbi ha ricevuto numerosi riconoscimenti, tra cui Ambrogino d'oro, Premio Vittorio De Sica, Premio Ausperberg, Premio Pavese, Premio Sulmona, SIAE Talento Creativo, Premio Fice (Federazione Italiana Cinema d'Essai).
Nel 2024 è stata insignita del cavalierato della Legion d'Onore dalla Repubblica francese.

## Fondazione Elisabetta Sgarbi

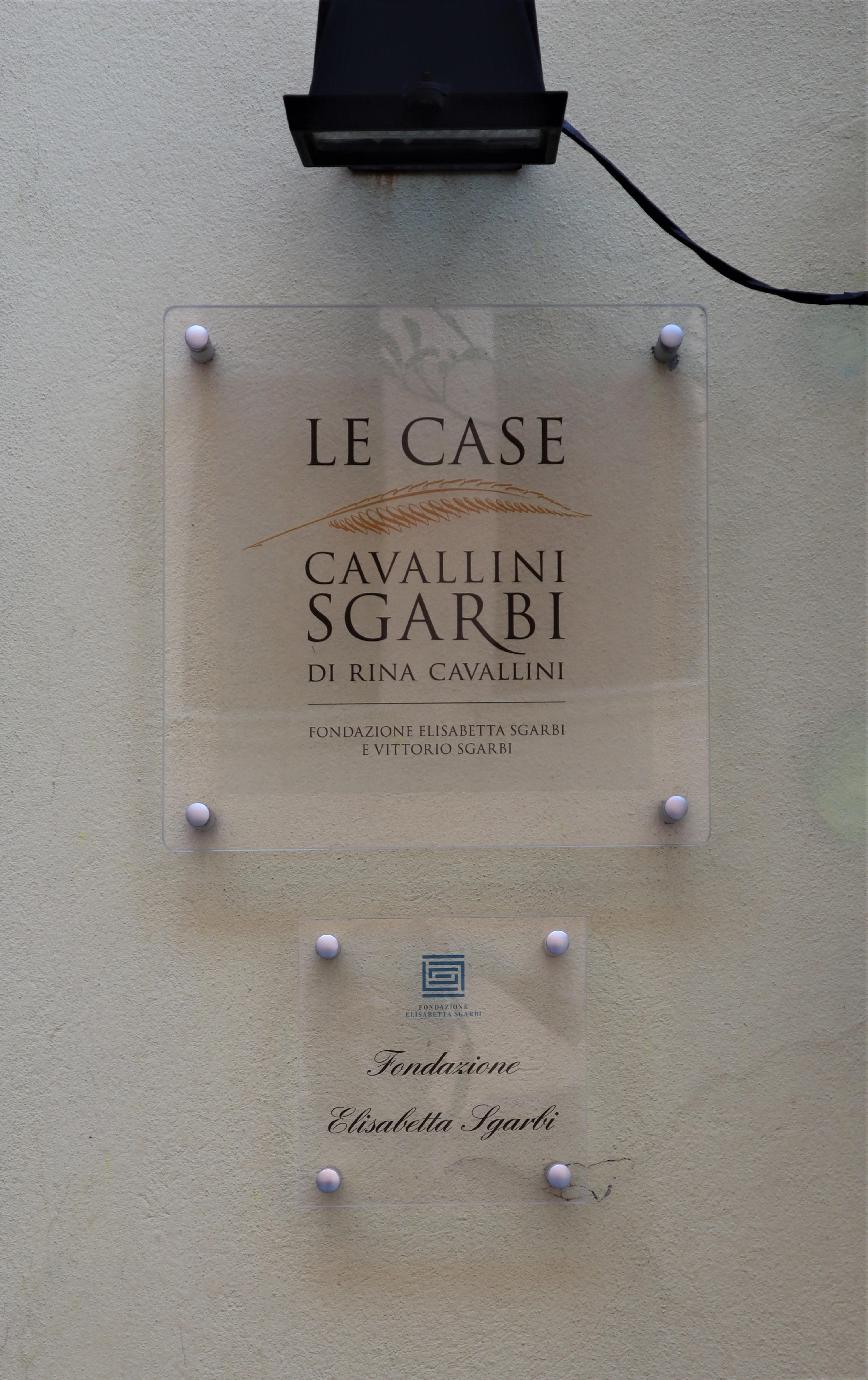
Targhe della Fondazione Elisabetta Sgarbi in via Giuoco del Pallone a Ferrara

Nel 2009 ha dato vita alla Fondazione Elisabetta Sgarbi, anche nota come Fondazione Cavallini-Sgarbi, fondazione culturale italiana con sedi in Provincia di Ferrara e attiva sul territorio nazionale allo scopo di mantenere e valorizzare la ricerca artistica e cinematografica, promuovere la letteratura e mantenere viva la casa museo di famiglia a Ro Ferrarese.

## Opere
- Giovanni Reale ed Elisabetta Sgarbi, Il Gran Teatro del Sacro Monte di Varallo, fotografie di Andrea Samaritani, contributi di: Edward Carey, Juan de la Cruz, Umberto Eco, Petros Markarīs, Vittorio Sgarbi, Giovanni Testori e Sebastiano Vassalli, Milano, Bompiani, 2009. ISBN 978-88-452-6349-1.

## Filmografia

### Documentari
- Belle di notte (2001)
- Non chiederci la parola (2008)
- L'Ultima Salita - La Via Crucis di Beniamino Simoni (2009)
- Deserto Rosa - Luigi Ghirr (2009)
- Se hai una montagna di neve, tienila all'ombra (2010)
- Prove per un naufragio della parola (2011)
- Quiproquo (2011)
- Quando i tedeschi non sapevano nuotare (2013)
- Per soli uomini (2014)
- Due volte Delta (2014)
- Il pesce rosso dov'è? (2015)
- La lingua dei furfanti - Romanino in Valle Camonica (2016)
- Extraliscio - Punk da balera (2020)

### Lungometraggi
- Notte senza fine (2005)
- Il pianto della statua (2007)
- Racconti d'amore (2013)
- Colpa di comunismo (2015)
- I nomi del signor Sulčič (2018)
- L’isola degli idealisti (2024)

### Cortometraggi
- Il viaggio della signorina Vila (2012)
- La nave sul monte (2021)
- È così (2022) di Luca Barbarossa e Extraliscio
- Nino Migliori. La festa che rovescia il mondo per gioco (2023)